# 七擒七縱七色狼 (1970年電影)
《七擒七縱七色狼》，是1970年代香港製作的一部粵語片，該電影是一套以男女關係及性幻想為題材的喜劇，影片中有加插男女對唱的歌曲，也成為香港經典流行粵語時代曲，女主角是當年的「性感女神」狄娜、男主角（小生）是譚炳文，配角有鄭君綿、高鲁泉和羅蘭等。
由於該電影票房豐收，所以有續集《橫衝直撞七色狼》。

## 故事
美艷女扒手艷娜，為逃避警察追捕，而寄居於司機炳（譚炳文）的家中。其屋是唐樓，一屋內分租多伙男人，眾人皆垂涎艷娜之美色，各有性幻想，千方百計欲一親香澤，弄出笑話連篇。

## 演員表
- 狄娜 飾 白艷娜
- 李香琴 飾 阿香
- 羅蘭 飾 盲婆二
- 譚炳文 飾 阿炳
- 鄭君綿 飾 阿綿
- 杜平 飾 犀利平
- 戴偉光 飾 阿光
- 陳良忠 飾 阿忠
- 高魯泉 飾 醉貓泉
- 周吉 飾 神前吉
- 許瑩英 飾 三姑

## 外部連結
- YouTube上的《七擒七縱七色狼》
- 香港影庫上《七擒七縱七色狼》的資料（繁體中文）
- 时光网上《七擒七縱七色狼》的資料（简体中文）
- 豆瓣电影上《七擒七縱七色狼》的資料 （简体中文）
- 互联网电影数据库（IMDb）上《七擒七縱七色狼》的资料（英文）